# Drus el Jove
Neró Claudi Drus (llatí: Nero Claudius Drusus), normalment anomenat Drus el Jove o Drus Menor per distingir-lo del seu oncle Drus el Vell, va ser fill de l'emperador Tiberi i de la seva primera dona Vipsània Agripina (filla d'Agripa i Pompònia). L'any 4 dC fou adoptat per August, i llavors prengué el nom de Drus Juli Cèsar (llatí: Drusus Julius Caesar).

## Núpcies i descendents
Es va casar amb la seva cosina Clàudia Livil·la, filla de Drus el Vell i germana de Germànic, quan es va quedar vídua de Gai Cèsar, net de Juli Cèsar. La seva dona no era gaire popular, però li va donar tres fills, dos nois anomenats (Germànic Bessó i Tiberi Bessó) i una nena. Germànic Bessó va morir poc després que morís el seu pare i Tiberi Bessó va ser més tard assassinat per Calígula. La filla, Júlia Drusa (o Júlia Drusil·la), es va casar primer amb Neró Cèsar (fill de Germànic Cèsar, conegut per Germànic) i quan aquest va morir amb Gai Rubel·li Blande.

## La rivalitat amb Germànic
Durant la seva vida es va enfrontar per la successió amb el seu cosí Germànic Cèsar, que era molt popular. Tiberi es va valer d'aquesta rivalitat i no es va decidir per a cap d'ells dos. Germànic i Drus, tot i la rivalitat, sempre van mantenir una amistat cordial. Drus no va voler protegir Pisó quan aquest va tornar després de la mort de Germànic i li va demanar recolzament quan l'acusaven d'haver-lo assassinat. Després de la mort del seu germà, Drus va tenir cura dels seus fills.

## Magistratura
Drus bevia molt i això li feia cometre alguns excessos. A més, obligava als seus amics a beure també. Tiberi li va recriminar durament aquest defecte tant en públic com en privat, i el va amenaçar amb desheretar-lo. Plutarc explica com va tractar un metge, que el va descobrir en un intent de mantenir-se sobri menjant ametlles amargues com a antídot pels efectes del vi.
L'any 10 va ser qüestor. A la mort d'August el 14, va pronunciar una oració fúnebre a la rostra on l'elogiava, i tot seguit va ser enviat a Pannònia per fer front a l'amotinament de les legions, feina que va acomplir. Va ordenar l'execució dels líders i un oportú eclipsi de lluna va influir també en els supersticiosos soldats i va ajudar els seus esforços.
En tornar a Roma (15) va ser nomenat cònsol. Juntament amb el seu cosí Germànic va organitzar uns jocs que es van destacar per la molta sang que va córrer, on sembla que va gaudir molt, amb escàndol dels romans. Es mostrava contrari a molts decrets del seu pare. Un dia per una exhibició de pugilisme amb un cavaller romà va rebre el renom de Càstor.
L'any 16 Tiberi el va enviar a Il·líria en part per allunyar-lo de la ciutat i els vicis i en part per entrenar-lo en la guerra i fer-lo popular entre la tropa. Allí va aconseguir derrotar Marobod i per aquest èxit el Senat li va decretar una ovació.
El 21 va ser cònsol per segona vegada amb Tiberi com a col·lega. L'any 22 va ser elevat a una dignitat encara més alta i va rebre la "tribunicia potestas" un títol restaurat per August per evitar el de rei o dictador, donant a entendre que Drus era el successor a l'imperi designat per l'emperador. Amb aquest títol, els emperadors següents van comptar els anys del seu regnat en les inscripcions a les seves monedes. Representava el poder polític i el caràcter sacrosant de tribú de la plebs.

## Mort
Drus, que veia Sejà, cap dels pretorians, com un rival, s'hi va barallar i li pegà a la cara. Sejà, que tenia aspiracions a l'Imperi i conspirava contra tot el que es podia interposar en seu camí, es va prometre a si mateix venjança per aquest fet, i aviat va seduir Clàudia Livil·la, la dona de Drus, i la va persuadir de matar el seu marit, prometent-li que es casaria amb ella quan fos lliure. El metge Eudem va ser el còmplice de la conspiració, i per ordre seva, l'eunuc Ligde (Lygdus) va administrar a Drus un verí que el va matar al cap de poc. La seva mort es va atribuir als excessos de l'alcohol (any 23) i no es va descobrir fins al cap de vuit anys quan ho va revelar Apicata, la dona de Sejà, revelació confirmada per les confessions sota tortura d'Eudem i Ligde.
El seu funeral va ser una gran mostra de dol del poble, però en el fons d'alegria perquè la successió revertia ara a Germànic. Tiberi no va mostrar cap dolor.